# 新北市私立東海高級中學
東海中學學校財團法人新北市東海高級中學，簡稱東海高中，是位於臺灣新北市三重區的一所私立高級中學。

## 歷史
- 1962年4月，該校奉臺灣省政府教育廳核准立案設校，為一所設有初高中之完全中學，招收初中部及高中部普通科
- 1963年8月，奉准附設補習學校
- 1968年8月，奉准增設電子設備修護科及商業經營科
- 1969年8月，奉准增設電工科
- 1978年8月，奉准增設汽車修護科及機械製圖科
- 1979年8月，奉准增設機工科
- 1981年8月，奉准廢除電工科，增設美工科
- 1986年6月，工科實施群集課程，科別調整為機械群（汽車科、機械科）、電機電子群（電子科）、工藝群（美工科）均實施甲類課程。另廢除商科成立家事類科（有幼兒保育科及服裝縫製科）
- 1991年6月，奉准廢除幼兒保育科及服裝縫製科，新增設資訊科及資料處理科
- 1998年7月，奉准為國家技術士學科檢定考場
- 1999年8月，附設補校依法改為高級中學進修學校
- 2001年7月，該校奉准為國家技術士術科檢定考場
- 2001年8月，奉准廢除機械科新增綜合高中科
- 2006年8月，國中部暫停招生
- 2009年8月，奉准綜合高中停止招生，普通科恢復招生
- 2010年8月，奉准新增餐飲管理科
- 2012年8月，廢除資料處理科，奉准新增多媒體動畫科
- 2013年7月，更名「東海中學學校財團法人新北市東海高級中學」
- 2020年8月，奉准普通科停止招生
- 2023年7月，奉准增設電子科建教合作班

## 教學單位

### 目前學科
- 電子科
- 資訊科
- 汽車科
- 多媒體動畫科
- 餐飲管理科

### 廢除學科
- 電工科
- 幼兒保育科
- 服裝縫製科
- 美工科
- 機械科
- 資料處理科
- 普通科

## 校長
| 任期 | 姓名   | 任職日期  | 離職日期  | 備註                                                       |
| ---- | ------ | --------- | --------- | ---------------------------------------------------------- |
| 1    | 程慕頤 | 1962年8月 | 1974年7月 |                                                            |
| 2    | 張家麗 | 1974年8月 | 1975年7月 |                                                            |
| 3    | 侯璠   | 1975年8月 | 1978年7月 |                                                            |
| 4    | 蔡秋河 | 1978年8月 | 2003年2月 | 屆齡退休                                                   |
| 5    | 蔡勇   | 2003年2月 | 2004年7月 | 原國立臺南第一高級中學退休校長轉任，轉任董事會執行長       |
| 6    | 邱智宏 | 2004年8月 | 2011年7月 |                                                            |
| 7    | 張輝政 | 2011年8月 | 2014年7月 | 原國立板橋高級中學退休校長轉任，轉任臺中市私立弘文高級中學 |
| 8    | 黃嘉明 | 2014年8月 | 2017年7月 | 原桃園縣私立永平高級工商職業學校校長轉任，任內退休         |
| 9    | 黃棋楓 | 2017年8月 | 2018年2月 | 原上海台商子女學校校長轉任，任內退休                       |
| 代理 | 張添洲 | 2018年2月 | 2018年7月 | 原新北市立新北高工校長轉任，任內退休                       |
| 10   | 黃麗米 | 2018年8月 | 2020年1月 | 原桃園市至善高級中等學校校長轉任，任內退休                 |
| 代理 | 王建富 | 2020年3月 | 2020年7月 | 教務主任代理                                               |
| 11   | 李滙慈 | 2020年8月 |           |                                                            |

## 外部連結
- 新北市私立東海高級中學 （页面存档备份，存于）
- 新北市私立東海高級中學的Facebook專頁
- YouTube上的新北市私立東海高級中學頻道